# Ханс Бирх Далеруп
Ханс Бирх Далеруп (25. август 1790 – 26. септембар 1873) је био дански и аустријски адмирал.

## Биографија
Истакао се у данској ратној морнарици као научни радник и организатор. Године 1849. позван је у Аустрију да, у чину вицеадмирала, прими команду над ратном морнарицом која је, након избијања устанка у Венецији (1848) остала без способних виших кадрова. Ефикасном блокадом с мора, Далеруп је допринео капитулацији Венеције 23. августа 1849. године. Из темеља је реорганизовао аустријску морнарицу и створио свој флотни програм. Вратио се у Данску 1854. године, а 1861-3. поново у Аустрију где је радио на организацији бродске службе и савремене администрације ратне морнарице. Његови записи о раду аустријске морнарице пружају податке и о приликама на источној обали Јадранског мора.